# Чинарови
Чинарови (Platanaceae) е семейство покритосеменни растения от разред Чинароцветни (Proteales). Семейството се състои само от един съществуващ род Чинар с осем известни вида. Растенията са високи дървета, произхождащи от умерените и субтропичните райони на Северното полукълбо. Хибридният лондонски чинар е широко разпространено градско дървж.

## Описание
- Голямо, симподиално, широколистно дърво, петниста кора, която се отделя на големи неправилни листа, оставяйки гладка повърхност, която е на петна и бледа, устойчива кора в основата на ствола, индументум с големи жлезисти власинки, многоклетъчен и едноназъбен или къс с едноназъбено разклонение ( в канделабър), в звездовидни снопове; жлезисти косми с едноклетъчен, кълбовиден капитулум, кутикуларни восъци без кристалоиди, с пръчици и пластини
- Листата като цяло са с много променлива форма и жилки, прости, редуващи се, повече или по-малко разделящи се, равностранни длановидни с три до седем дяла (палматифидни до палматисектни) с цели ръбове или с жлезисти зъбци (всеки със средна жилка, която се разширява към жлезистия връх, където завършва с отворена дупка), или с пенинерва и цяла (Platanus kerrii ), тази форма е често срещана при млади, пролетни листа при други видове, многолистно сгъната, с листна дръжка обикновено обвита, обхващаща аксиларната пъпка (пъпката е свободна при P. kerrii ), прилистници фолиозни, големи, вътрепетиоларни, тръбести, обикновено кадуцей, при P. kerrii плашещи, малки, базално слети с петурата, налична доматия, устицата неправилно аномоцитни
- Стъбла с агрегирани лъчи в ксилемата, със септилакунарни възли, присъстващ и повърхностен корков камбий, пъпки, покрити с единична люспа

- Растенията са еднодомни, цветовете от всеки пол в отделни съцветия

- Съцветия в големи висящи дръжки, всяка еднополова, кълбовидна главичка, дръжка или седнала, с многобройни цветя, получени от кондензацията на метлица, с кръгъл прицветник в основата и брактеоли сред цветовете
- Цветовете дребни, невзрачни, хипогинални, правилни еднополови, гнездото късо, гладко, хипогинозният диск липсва, околоцветникът намален, чашелистчетата на брой от три до четири, рядко осем, свободни или основно сраснали, по-къси от венчелистчетата, триъгълни. Венчелистчетата на брой от три до четири, по-рядко осем, пресечено-лопатовидни или рудиментарни, плашещи, често липсващи в женските цветове, мъжките цветя с androecium haplostemonous, isostemonous, oppositisepal, с номер три до четири, рядко осем, тичинките, гиностемията къса или рудиментарна, прашниците прихванати в основата, неразместени, двуцветни, тетраспорангиатни, удължени, три или четири стаминодия без прашец
- Плодове в ахени, клавирани, групирани в кълбовидно капитуловидно съцветие, всеки плод е заобиколен от дълги власинки

- Семена дребни с малко ендосперм, мазни и протеинови, ембрионът тънък и прав с два линейни котиледона, често неравни
- Прашец в субпролатни монади, 16-22 μm дължина, триколпатен, понякога секстаругатен, тектатно-колумелатен, мрежеста повърхност, основният слой е толкова дебел, колкото тектума
- Хромозомно число : 2n = 14, 16, 21, 42; x вероятно е равно на 7 или 8

## Галерия
- Плодно тяло на P. orientalis (Източен чинар).
- Плодно тяло на американски явор (P. occidentalis) с частично опадали ахени
- Ахен
- Напречно сечение на ахена със семето, показано в кафяво

## Екология
Опрашването е анемофилно; цъфтежът започва в началото на пролетта, когато поникват новите листа. Главите, които поддържат плодовете, обикновено се отделят през есента на текущата година след като са узрели. Разпръскването на отделните плодни тела, с техния бодил, е анемохорно (понякога се разпръскват от вода като вторичен механизъм).
Растенията растат в хладни условия в умерен климат и често се срещат по бреговете на реки и потоци. Те напълно отсъстват от сухи или прекалено студени зони.

## Фитохимия
Те съдържат цианогенни гликозиди, получени от тирозин, флавоноиди, принадлежащи към групата на проантоцианидините (напр . проделфинидин) и флавоноли (кемпферол, кверцетин, мирицетин), в допълнение към тритерпеноли (включително бетулинова киселина). Липсват им елагова киселина, сапонини и сапогенини.

## Култивиране
Основната употреба на редица видове е да осигуряват сянка в пешеходни зони в региони с умерен климат, особено лондонския чинар (Platanus x hispanica), който е широко разпространен в Европа и Северна Америка. Той е силно устойчив, вероятно поради така наречения хетерозисен ефект, въпреки че употребата му изисква повишено внимание поради тръните му, които предизвикват алергии. Родителските видове също се отглеждат за същия ефект, но с по-лоши резултати, тъй като са по-малко устойчиви на замърсяване, наред с други причини. Дървото се използва в производството на шкафове, ламперии и други интериорни работи и също така е ценено заради дългото си време на горене.

## Вкаменелости
Голям брой вкаменелости от това семейство са регистрирани от долната креда (преди 98-113 милиона години, Platanocarpus). Екземплярите от това време са с много дребен прашец (8-10 μm) и развит околоцветник и липсват власинки в основата на ядрото. Смята се, че е имало ентомофилно опрашване. В средата на кредния период фосилизираните форми с платаноидни листа се смесват с перести листа (Sapindopsis) или педатисектови листа (Debeya, Dewalquea) и тези видове съществуват до еоцена. Листата с типични прилистници, принадлежащи към подрод Platanus, са много често срещани в палеоценските образувания (преди 60 милиона години). Смята се, че единственият модерен род, Platanus, е реликт, който може да се счита за жива вкаменелост. Трябва да е бил полиплоиден по време на еволюцията си, съдейки по размера на устицата му.

## Систематична позиция
Системата APG II (2003) позволява включването на Чинарови в семейство Proteaceae или третирането му като отделно като отделно семейство. Доколкото APG II признава семейството, то е поставено в разред Чинароцветни, в клон еудикоти. Това представлява лека промяна от системата APG от 1998 г., която също признава семейството. Системата на Кронкист от 1981 г. признава семейството и го поставя в разред Hamamelidales, в подклас Hamamelidae в клас Magnoliopsida (двусемеделни). Системата на Далгрен и системата на Торн (1992) също разпознават семейството и го поставят в разред Hamamelidales в надразред Rosanae в подклас Magnoliidae (двусемеделни). Системата на Енглер, в нейната актуализация от 1964 г., също разпознава семейството и го постави в разред Розоцветни в подклас Archichlamydeae на клас Двусемеделни. Системата Ветщайн, последно преработена през 1935 г., също разпознава семейството и го поставя в ред Hamamelidales в Monochlamydeae в подклас Choripetalae на клас Dicotyledones. 
Въз основа на молекулярни и морфологични данни системата APG IV от 2016 г. и последната класификация на Групата по филогения на покритосеменните, актуализирана на официалния ѝ сайт към юли 2022 г., поставят семейство Чинарови в разред Чинароцветни като сестринско семейство на Proteaceae, което ги прави версия на това семейство в Северното полукълбо.

## Родове
Единственият съществуващ род, Platanus L., 1753, включва типовия вид източен чинар (Platanus orientalis L., 1753). Разделя се на два подрода: подрод Castaneophyllum J.-F. Leroy, 1982, с елипсовидни листа с пенинерви и малки прилистници, който включва само Platanus kerrii Gagnep., 1939, изолиран реликтен вид, който представлява еволюционния основен клон на рода и който е сестринската група на другите видове, съставляващи подрод Platanus.

## Хибриди
Лондонският чинар или хибридният чинар отдавна се счита за хибрид, получен от кръстоската между P. occidentalis и P. orientalis, въпреки че произходът му е неясен. Някои експерти смятат, че произхожда от Лондон, а други от Испания или дори в естествена или култивирана хибридна форма от Турция. Въпросът не е изследван със съвременни молекулярни методи. В резултат на това дори номенклатурата му е горещо обсъждана, до степен, че англосаксонските автори отричат приоритета на името, използвано в Испания. Растението не се среща в дивата природа, въпреки че се появява в натурализирана форма по бреговете на реки и потоци.
Други имена, предложени за хибриди, които вероятно са синоними на горния, са:
- Хибрид Platanus × cantabrigensis A.Henry, 1919
- Хибрид Platanus × parviloba A.Henry, 1919